# Lista de vice-governadores de Sergipe
Esta é uma lista de vice-governadores do estado de Sergipe no pós-Estado Novo.
| Ordem | Lista de vice-governadores de Sergipe | Início do seu mandato | Fim do seu mandato    | Cidade onde nasceu | Unidade federativa | Notas de rodapé | Referências |
| 01    | Edelzio Vieira de Melo                | 31 de janeiro de 1951 | 31 de janeiro de 1955 | Rosário do Catete  | Sergipe            | [ nota 1 ]      |             |
| 02    | José Machado de Souza                 | 31 de janeiro de 1955 | 31 de janeiro de 1959 | Aracaju            | Sergipe            |                 |             |
| 03    | Dionísio de Araújo Machado            | 31 de janeiro de 1959 | 6 de julho de 1962    | Lagarto            | Sergipe            | [ nota 2 ]      |             |
| 04    | Sebastião Celso de Carvalho           | 31 de janeiro de 1963 | 1º de abril de 1964   | Simão Dias         | Sergipe            | [ nota 3 ]      |             |
| 05    | Manoel Cabral Machado                 | 31 de janeiro de 1967 | 14 de maio de 1970    | Rosário do Catete  | Sergipe            | [ nota 4 ]      |             |
| 06    | Manoel Paulo Vasconcelos              | 4 de junho de 1970    | 15 de março de 1971   |                    |                    | [ nota 5 ]      | [ 1 ]       |
| 07    | Adalberto Moura                       | 15 de março de 1971   | 15 de março de 1975   |                    |                    |                 |             |
| 08    | Antônio Ribeiro Sotelo                | 15 de março de 1975   | 15 de março de 1979   |                    |                    |                 |             |
| 09    | Djenal Tavares Queiroz                | 15 de março de 1979   | 14 de maio de 1982    | Frei Paulo         | Sergipe            | [ nota 6 ]      |             |
| 10    | Antônio Carlos Valadares              | 15 de março de 1983   | 15 de março de 1987   | Simão Dias         | Sergipe            |                 | [ 2 ] [ 3 ] |
| 11    | Benedito de Figueiredo                | 15 de março de 1987   | 15 de março de 1991   | Aracaju            | Sergipe            |                 | [ 4 ]       |
| 12    | José Carlos Mesquita Teixeira         | 15 de março de 1991   | 1º de janeiro de 1995 | Itabaiana          | Sergipe            |                 | [ 5 ]       |
| 13    | José Carlos Machado                   | 1º de janeiro de 1995 | 1º de janeiro de 1999 | Itabaiana          | Sergipe            |                 | [ 6 ]       |
| 14    | Benedito de Figueiredo                | 1º de janeiro de 1999 | 1º de janeiro de 2003 | Aracaju            | Sergipe            |                 | [ 4 ]       |
| 15    | Marília Mandarino                     | 1º de janeiro de 2003 | 1º de janeiro de 2007 | Salvador           | Bahia              |                 |             |
| 16    | Belivaldo Chagas Silva                | 1º de janeiro de 2007 | 1º de janeiro de 2011 | Simão Dias         | Sergipe            |                 |             |
| 17    | Jackson Barreto de Lima               | 1º de janeiro de 2011 | 2 de dezembro de 2013 | Santa Rosa de Lima | Sergipe            | [ nota 7 ]      | [ 7 ] [ 8 ] |
| 18    | Belivaldo Chagas Silva                | 1º de janeiro de 2015 | 6 de abril de 2018    | Simão Dias         | Sergipe            | [ nota 2 ]      | [ 9 ]       |
| 19    | Eliane Aquino Custódio                | 1º de janeiro de 2019 | 1º de janeiro de 2023 | Brasília           | Distrito Federal   |                 | [ 10 ]      |
| 20    | José Macedo Sobral                    | 1º de janeiro de 2023 | em exercício          | Aracaju            | Sergipe            |                 |             |

Legenda
| Cor     | Significado                                                                                 |
| Verde   | Mandatários eleitos por votação direta ou indireta (por escolha da Assembleia Legislativa). |
| Amarelo | Mandatários eleitos indiretamente segundo as regras do Regime Militar de 1964.              |